# Laura Sadis
Laura Sadis (Bellinzona, 11 marzo 1961) è una politica svizzera.
Dal 1988 al 1996 fece parte del consiglio comunale di Lugano, per poi concentrare la sua attività politica a livello cantonale. Fu eletta al Gran Consiglio ticinese dal 1995 per restarvi fino al 2003, membro delle commissioni della gestione e delle finanze, tributaria ed energia. Dal 2003 al 2007 fece parte del Consiglio nazionale svizzero, dove era anche membro della commissione della cultura, della scienza e della formazione e della commissione per il programma di legislatura. Dal 2004 partecipò alla direzione del Partito Liberale Radicale.
Dal 2007 al 2015 (per due legislature) ha fatto parte del Consiglio di Stato del Ticino succedendo a Marina Masoni, non rieletta. Come quest'ultima, Sadis assunse la direzione del Dipartimento cantonale Finanze ed Economia.